# Escuela Politécnica Superior de Huesca
L'Escuela Politécnica Superior de Huesca, coneguda com a EPS, és una escola pública d'enginyeria de la Universitat de Saragossa fundada el 1968 i adscrita a aquesta universitat el 1974. Està situada al campus d'Osca, a uns tres quilòmetres als afores de la ciutat. S'hi imparteixen estudis relacionats amb l'agronomia i les ciències ambientals. Actualment és dirigida per Luís Pardos Castillo.